# Hockey Club Bra
L'Hockey Club Bra  è una società italiana di hockey su prato con sede a Bra, nata nel 1961. Attualmente milita nel campionato di serie A1.

## Storia
Fondata nel 1961, vanta undici scudetti, sei Coppe Italia e tre Supercoppe italiane, oltre a otto titoli indoor. 

## Palmarès
- Scudetto: 11

1974-75, 2007-08, 2008-09, 2011-12, 2013-14, 2016-17, 2017-18, 2018-19, 2020-21, 2021-22 
2022-23
- Coppa Italia: 7

2008-09, 2010-11, 2011-12, 2020-21, 2022-23, 2023-24, 2024-25
- Scudetto indoor: 9

2007-08, 2009-10, 2011-12, 2014-15, 2015-16, 2016-17, 2018-19, 2019-20, 2024-25
- Supercoppa italiana: 3

2017-2018, 2018-2019, 2020-2021

## Onorificenze
- Stella d'Oro dal CONI al Merito Sportivo: 2012
- Stella d'Argento dal CONI al Merito Sportivo: 2000
- Stella di Bronzo dal CONI al Merito Sportivo: 1988